# Phá Am Tổ Tiên
Phá Am Tổ Tiên (zh. 破庵祖先, ja. Haan Sosen, 1136-1211) là một vị Thiền sư Trung Quốc đời Tống, thuộc dòng Hổ Khâu, phái Dương Kỳ, tông Lâm Tế. Sư là một trong ba vị đệ tử nối pháp xuất sắc nhất của Thiền sư Mật Am Hàm Kiệt, dưới sư có đệ tử đắc pháp nổi danh là Thiền sư Vô Chuẩn Sư Phạm. Môn phong của sư được gọi là Phá Am phái.

## Cơ duyên và hành trạng
Sư họ Vương, sinh năm Bính Thìn (1136) nhằm niên hiệu Thiệu Hưng thứ 6 đời Tống Cao Tông nhà Nam Tống tại xứ Quảng An (nay là Tứ Xuyên).
Đầu tiên, sư thờ ngài Đức Tường ở Viện La Hán làm thầy. Rồi sư lại đi tham học khắp nơi. Sư đến tham vấn với ngài Chiêu Giác. Kế đến sư cạo tóc xuất gia và thọ giới Cụ túc với ngài Đức Sơn Quyên ở Lễ Châu. Sau sư du phương đến chùa Vạn Thọ ở Tô Châu, đêm khuya ngồi một mình ngoài sương tuyết, nghe tiếng chuông, sư ngẩng đầu nhìn thấy 2 chữ "Chiêu Đường", nghi tình vụt tan biến, tâm có chổ tỉnh ngộ.
Rời chùa Vạn Thọ, sư đến yết kiến Thiền sư Thủy Am Sư Nhất tại Song Lâm. Cuối cùng sư đến cầu pháp với Thiền sư Mật Am Hàm Kiệt tại Linh Ẩn Thiền Tự, Hàng Châu. Sư học đạo với Mật Am 5 năm và được ấn khả, truyền pháp. 
Khi Thiền sư Mật Am chuyển đến trụ trì tại núi Tương Sơn, sư đi theo hầu thầy rồi sau đó từ giã thầy bắt đầu hành trình giáo hóa.
Đầu tiên, sư đến trụ trì tại Hàm Bình Thiền Viện tại núi Ngọa Long, Quý Châu, Tứ Xuyên theo lời mời của Thượng Thư Dương Công ở Ngọa Long Sơn. Trong cuộc đời giáo hoá của mình, sư từng trụ trì qua các chùa như:
- Tú Phong Thiền Viện (zh. 秀峰禪院) ở Phủ Bình Giang, tỉnh Giang Tô.
- Quảng Thọ Huệ Vân Thiền Viện (zh. 廣壽慧雲禪院) ở phủ Lâm An, tỉnh Triết Giang.
- Phúc Trân Thiền Viện (zh. 福臻禪院) ở phủ Bình Giang
- Phụng Sơn Tư Phúc Thiền Tự (zh. 鳳山資福禪寺) ở Hồ Châu, tỉnh Triết Giang.

Một hôm, sư đang thuyết pháp, có người hỏi: "Tâm viên ý mã không thể nắm bắt, xin hoà thượng từ bi khai thị". Sư đáp: "Nắm bắt nó làm gì? Hãy như gió thổi, nước tự niên thành gợn sóng lăn tăn!".
Vào ngày mồng 9 tháng 6 năm thứ 4 niên hiệu Gia Định đời vua Tống Ninh Tông, sư thị tịch, hưởng thọ 76 tuổi đời và hạ lạp 49 năm. Môn đệ xây tháp thờ xá lợi tại Thiền Viện Tú Phong.
Pháp ngữ của sư được ghi lại trong:
- Phá Am Hòa Thượng Ngữ Lục (zh. 破菴和尚語錄, 1 quyển).
- Phá Am Tiên Thiền Sư Ngữ Yếu (zh. 破菴先禪師語要, 1 quyển).